# Pierre des Hommes
La Pierre des Hommes ou Pierre Tournante du Château des Hommes est un menhir situé à Coron, dans le département de Maine-et-Loire en France.

## Protection
L'édifice est classé au titre des monuments historiques en 1889.

## Description
Le menhir mesure 3,60 m de long. C'est un monolithe en granit à amphibole, en forme de pain de sucre avec une base rectangulaire. Deux petits blocs de la même roche sont visibles à proximité.
Selon la tradition, la «pierre tourne sur elle-même aux douze coups de midi».